# طرخشقون ألتاي
طرخشقون ألتاي (باللاتينية: Taraxacum altaicum ) هو نوع نباتي يتبع جنس الطرخشقون من القبيلة الشيكورية.